# Gabriel Chappuys
Gabriel Chappuys, aussi orthographié Gabriel Chapuis (vers 1546-1613), est un historiographe de France originaire de Touraine.

## Biographie

### Famille
Gabriel Chappuys est né vers 1546 à Amboise. Il est mort à Paris en 1613. Orphelin très jeune, il est élevé par son oncle, le poète Claude Chappuys, chanoine et chantre de la cathédrale de Rouen, secrétaire et valet de chambre du roi François Ier de 1532 à 1565. Ses contemporains le surnommèrent Le Tourangeau.
Il séjourna à la cour du duc de Savoie, Emmanuel-Philbert, à Turin, entre 1574 et 1576. Puis, il vécut à Lyon, pour ensuite se retirer à Paris en 1584.

### Carrière littéraire
En séjour à Turin, Gabriel Chappuys adressa en 1574 au poète savoisien Marc-Claude de Buttet un éloge sous forme de sonnet (Sonnet dudit G. Chappuys Thourangeau) . Deux ans plus tard, le poète lui adressa une réponse en vers non moins élogieux .
Gabriel Chappuys fut le successeur de François de Belleforest au poste d'historiographe de France en 1585. Il fut secrétaire interprète du roi Henri IV en langue espagnole à partir de 1596. Il traduisit de nombreuses œuvres en latin, italien et espagnol.
Ce grand érudit est estimé comme  l'homme docte et des plus diligens écrivains de notre temps, par La Croix du Maine. Quant à Antoine du Verdier, il signale que devenu le plus studieux et laborieux de tous les hommes, il a déjà écrit à l'âge de trente-huit ans, un grand nombre de volumes, en quoi il surpassera tous ceux qui ont été devant lui, si Dieu lui prête longue vie...

## Ouvrages de Gabriel Chappuys
- Les Figures de la Bible, Lyon, Honorat Barthélémy, 1582.
- Les Facétieuses journées, Paris , 1584. (réédition Paris. Honoré Champion, 2003).
- Les Chroniques et Annales de France, commencées par François de Belleforest, continuées par Gabriel Chappuys, Paris, Buron , 1617.
- L'art des Secrétaires, Le Lettré de Venise à la cour d'Henri III, en partie traduit de Francesco Sansovino, Paris, 1588.
- Histoire du Royaume de Navarre, Paris, N. Gilles, 1596.
- L'estat, descriptions et gouvernements des royaumes et des républiques du monde tant anciennes que modernes - Royaume d'Espagne- , Paris, Pierre Cavellat, 1598.
- La Toscane Française Italienne, Paris, 1601.
- Histoire de la Guerre de Flandre, Paris, 1611.
- Morale de Caton, Paris, Louis Chamhoudry, 1653.

## Ouvrages traduits par Gabriel Chappuys
- Miroir de la Science Universelle, par Leonardo Fioravanti, Paris, 1564.
- Le Quinzième Livre d'Amadis de Gaule continuant les hauts faits d'armes et amours de dom Silves de La Selve et de maints autres chevaliers, par Feliciano da Silva, Paris, 1577.
- Dialoghi piacevole, par Niccolò Franco, Paris 1579.
- Le Livre du Courtisan, par Baldassare Castiglione, 1580.
- La Fiammette amoureuse, contenant d'une invention gentile toutes les plaintes et passions d'amour, par Jean Boccace, 1584.
- Gli Ecatommitti, par Giraldi Cintio, 1584.
- Méditation très dévotes de l'Amour de Dieu, par Diego de Stella (ou Estella), 1586.
- Le Théâtre des divers cerveaux du monde, par Tommaso Garzoni, Paris, J. Houzé, 1586
- Miroir universel des Arts et Sciences en général, par Leonardo Fioravanti, Lyon, 1586.
- Conseils militaires fort utiles et nécessaires à tous, généraux, colonels et soldats..., par Cosimo Bartoli, Lyon, 1586.
- Epistres spirituelles du R.P. de Avila, très utiles à toutes personnes de toute qualité, qui cherchent leur salut, Paris, Gervais Mallot, 1588.
- Epistres spirituelles du R.P. de Avila, traittans des mauvais conseils et langage du Monde, de la Chair et du Diable, et de remèdes contre eux..., Paris, Claude Micard, 1588.
- Epistres spirituelles du R.P. de Avila, Utiles et Convenables à toutes personnes qui veulent vivre chrétiennement, Paris, 1588.
- Raison et gouvernement d'Estat, par Giovanni Botero Benese, Paris, Guillaume Chaudière, 1599.
- Harangue du Cavalier, par Fillipo Cavriana, Paris, Claude Morel, 1600.
- L'Art de Prescher et de bien faire un sermon, par le RP François Panigarole, Mineur Observantin, Paris, Régnault Chaudien, 1604
- Anacrise ou Parfait Jugement et Examen des Esprits propres et nés en Science, par Juan Huarte, Paris, 1608.
- Roland Furieux- cinq discours de Cinq Chants nouveaux, par Arioste, Paris, 1608.
- Epistres Spirituelles, par le R.P. d'Aviolla, Paris, 1608.
- La Méthode de servir Dieu, par le R.P. Alphonse de Madrid, Paris, Plantin, 1610.